# Julio Cansillieri
Julio Enrique Cansillieri (San Miguel de Tucumán, Tucumán - San Miguel de Tucumán, Tucumán; 14 de febrero de 2024) fue un futbolista argentino que se desempeñaba como volante.

## Trayectoria

### Sportivo Guzmán
Cansillieri se formó y debutó en Sportivo Guzmán en el año 1965. En su primer año se coronó campeón tucumano y cortó la hegemonía de Atlético Tucumán, que venía de  ser campeón tucumano por octavo año consecutivo y obtuvo el primer campeonato anual de los julianos. En 1967, con la reestructuración del fútbol argentino, participó en el Torneo Promocional, campeonato que otorgaba la clasificación al primer Campeonato Nacional de Argentina. En 1968 ganó el anual tucumano y cerró una de las épocas más gloriosas de la institución de Villa 9 de Julio.

### Atlético Tucumán
En 1970 fue transferido a Atlético Tucumán. En su primer año se coronó campeón tucumano, pero el título les sería arrebatado, a través del escritorio. El caso del campeonato 1970, fue denominado caso Cansillieri, justamente por Julio Enrique, ya la hoja del libro que confirmaba su transferencia desde Sportivo Guzmán fue arrancada y el tribunal terminó fallando a favor del clásico rival.  En 1972 se coronó campeón, cortó la sequía del decano y clasificó al Campeonato Nacional.

### Juventud Antoniana
En 1973 viajó a Salta para sumarse a Juventud Antoniana. Cansillieri llegó como refuerzo de cara al Campeonato Nacional 1973. En 1974 se coronó campeón de la Liga Salteña.

## Clubes
| Club               | País      |
| ------------------ | --------- |
| Sportivo Guzmán    | Argentina |
| Atlético Tucumán   | Argentina |
| Juventud Antoniana | Argentina |

## Palmarés
| Título        | Equipo             | País      | Año  |
| ------------- | ------------------ | --------- | ---- |
| Liga Tucumana | Sportivo Guzmán    | Argentina | 1965 |
| Liga Tucumana | Sportivo Guzmán    | Argentina | 1968 |
| Liga Tucumana | Atlético Tucumán   | Argentina | 1972 |
| Liga Salteña  | Juventud Antoniana | Argentina | 1974 |